# Виндельбанд, Вильгельм
Вильге́льм Виндельба́нд (нем. Wilhelm Windelband; 11 мая 1848, Потсдам, Королевство Пруссия — 22 октября 1915, Гейдельберг, Германская империя) — немецкий философ-идеалист, глава баденской школы неокантианства.

## Биография
Родился в семье прусского служащего. Учился в университетах Йены (где слушал лекции Куно Фишера) и Гейдельберга (где слушал лекции Лотце). Добровольцем участвовал во Франко-Прусской войне. В Берлине защитил диссертацию «Учение о случайности» (1870), габилитировался в 1873 году.
После защиты диссертации Виндельбанд начинает преподавательскую деятельность в Лейпциге: через три года он приват-доцент, а через шесть лет — профессор. Профессор в Цюрихе (1876). С 1877 года — профессор университета во Фрайбурге, с 1882 года — в Страсбурге, с 1903 года — в Гейдельберге. Член Гейдельбергской академии наук с 1910 года.

## Философия
Виндельбанд известен следующими трудами по истории философии:
- «История древней философии», 1888; рус. пер. 1893;
- «История новой философии», Bd 1—2, 1878—80; рус. пер., Т. 1—2. 1902—05.

В них философские системы прошлого излагаются с кантианских позиций. Виндельбанд устраняет из учения Канта «вещь в себе», пытаясь таким образом преодолеть дуализм его философии субъективистским путём.
Философию Виндельбанд определяет как «… критическую науку об общеобязательных ценностях» («Прелюдии», СПБ, 1904, с. 23), как нормативное учение, основанное на оценочных суждениях, на познании должного, и противопоставляет её опытным наукам, основанным на теоретических суждениях и эмпирических данных о сущем. Ценности понимаются Виндельбандом как априорные, трансцендентальные, общезначимые. Признавая конечной целью исторического прогресса самоопределение человечества в соответствии с «этическим идеалом», Виндельбанд сводит социальные проблемы к этическим. Дуализм мира действительности и мира ценностей он объявляет «священной тайной», обнаруживающей ограниченность нашего познания и устремляющей нас в сферу ценностей религиозных.
Разрабатывая методологию наук, Виндельбанд расчленил науки на:
- номотетические — имеющие дело с законами
- идиографические — изучающие единичные явления в их неповторимости.

## Сочинения
- Истории новой философии (нем. Geschichte der neueren Philosophie, Bd. 1—2, 1878-80)
- История философии (нем. Lehrbuch der Geschichte der Philosophie, 1892)
- История и наука о природе (нем. Geschichte und Naturwissenschaft, 1894, 2-е изд. Strassburg, 1904)
- Über Willensfreiheit. — 4. Aufl. — Tübingen, 1923.

В русском переводе:
- О свободе воли. — М., 1905
- Платон. — 4-е изд. — СПб., 1909.
- Философия в немецкой духовной жизни 19 столетия. — М., 1910.
- История Новой философии. — М.: 2007
- Философия культуры и трансцендентальные идеализм // Культурология XX век. М. — 1995.